# Jiři Keuthen

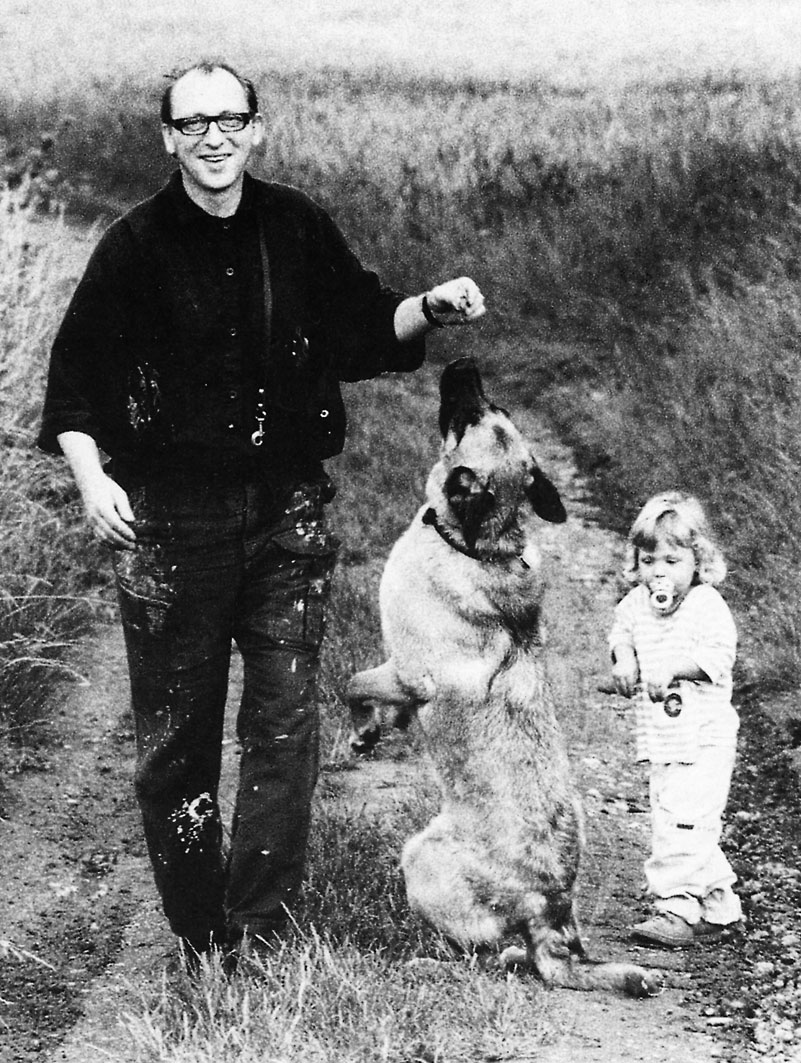
Jiři-Keuthen 1993 © Maxi web

Jiři Keuthen (* 8. Februar 1951 in Goch, Niederrhein, Nordrhein-Westfalen; † 26. Juni 2007 in Neustadt in Holstein) war ein deutscher Maler zeitgenössischer Kunst.

## Leben und Werk
Jiři Keuthen ging in Kleve zur Schule und absolvierte anschließend eine  Ausbildung zum Industriekaufmann.  Ab 1972 erfolgte ein autodidaktisches Studium der Zeichnung und Malerei. Er erlangte die Fachhochschulreife im Schwerpunkt Wirtschaft, die ihm die Aufnahme eines Studiums an der Sozialakademie in Arnheim ermöglichte.  1978–1980 belegte er ein weiteres Studium an der Hochschule Niederrhein. In den Jahren 1981–1988 unterhielt Keuthen Ateliers in Krefeld, Köln und New York City. 1987 erhielt er ein Arbeitsstipendium des Kultusministeriums NRW auf Schloss Ringenberg und 1989 eines vom Land Rheinland-Pfalz.  1989–1997 bewohnte er ein Atelierwohnhaus in Koblenz.
1991–1992 hatte Keuthen eine Gastprofessur für Malerei an der Kunstakademie Kraków. Drei Jahre später engagierte er sich im Verein für Psychologie in Seligenstadt und unterstützte dort das Projekt Art-Transmitter der Europäischen Gesellschaft zur Förderung von Kunst und Kultur in der Psychiatrie. 2000 erfolgte die 1. Retrospektive im Museum Schloss Moyland mit Werken aus 20 Jahren.  1997 begann der Neubau eines Atelierwohnhauses in Macken an der Mosel.  2003 erfolgte ein Umzug in den Zuckerturm nach Neustadt in Holstein.  Ab 2004 war er als Kunstpädagoge am Psychiatrium Heiligenhafen/Ostsee tätig und baute gemeinsam mit dem Vorstandsmitglied der Ameos-Kliniken Michael Dieckmann die Kunstklasse Heiligenhafen auf, die er fortan leitete. 2005/2006 wurde er von Georg Baselitz, Björn Engholm, Franz Joseph van der Grinten für den Kunstpreis des Landes Schleswig-Holstein vorgeschlagen. 2013 fand die 2. Retrospektive im Berliner Kleisthaus mit den Werken von 1982 bis 2007 statt.
In seinen Werken findet ein „permanenter Kampf um [die] Befreiung aus geistiger Erstarrung“ statt. So zeigt das Werk Selbstbildnis aus dem Jahr 1990 Keuthen als Sehbehinderten mit Blindenbinde und Langstock. Auch nutzt Keuthen häufig das Rote Kreuz als Schutzzeichen in seinen Werken. Es wird Bestandteil eines gesamten Zyklus mit dem Titel My own Red Cross Campaign.
Jiři Keuthen war verheiratet mit Barbara Bauhaus-Keuthen und hatte drei Töchter.

## Ausstellungen (Auswahl)
- 1981 Krefeld, Galerie ManufacturArt
- 1984 Kleve, Museum Haus Koekkoek, 21 Gemälde 1982–1983, Köln, Galerie Koppelmann, Gemälde 1984
- 1985 Krefeld, Galerie Fochem, Papierarbeiten 1980–1985, Gemälde 1985
- 1987 Düsseldorf, Galerie Kleinsimlinghaus, Male und Schweige, Neuzeitliche Landschaften, Bonn-Bad Godesberg, Haus am Redoutenpark, Scharaden
- 1988 Frankfurt am Main, Jürgen Ponto Stiftung, Geist und Auftrag
- 1990 Frankfurt a. M., JWG Universität, Zu Fragen unserer Zeit
- 1991 Krakau, Ulica Warszawska, Wystawa Obrazow pysanych
- 1991 1992 Koblenz, Mittelrhein-Museum, Arbeit und Brot
- 1994 Landesmuseum Mainz, der Wahrsager, Mein Bruder und die Cultura
- 1995 Essen, Galerie Kosmos, Spiritus, Trebe, Terpentin
- 1995 Seligenstadt, Verein für Psychologie, Ikonotherapeutische Arbeiten
- 1999 Bonn, Stiftung für Kunst und Kultur, der Eine Tag der Hände
- 2000 Bedburg-Hau, Museum Schloss Moyland – Sammlung van der Grinten, Ausstellung neue Vorburg, Forme, Male schweige – Werke aus 20 Jahren (1. Retrospektive)
- 2003 Montpellier, Maison de heidelberg, C’est moi – Das bin ich
- 2007 Berlin, Kleisthaus, Get an Angel – Ein Engel für Dich, 68 Arbeiten – ein Werk, 1998–2002
- 2007 Köln, Teutonika, set out of the Intellectuals – Aufbruch der Intellektuellen
- 2009 Koblenz, Galerie Krüger, On high you’re lone – that’s good – Oben ist es einsam – und das ist gut so. Eröffnung im Rahmen der Langen Nacht der Museen, September – November
- 2009–10 Koblenz, Galerie Krüger, ROBOT – Zeichnungen und Unikat-drucke. Dezember bis Februar
- 2010 Koblenz, Galerie Krüger, In dubio, Februar bis April
- 2011 Köln, Galerie Koppelmann, GGG – Ich bin wo ich bin, 18. Juni bis 31. August
- 2012 Schönstatt (Vallendar), Pilgerkirche, 5. bis 18. Mai, im Rahmen der Heilig-Rock-Tage
- 2013 Berlin, Kleisthaus, Humanitas – Kunst schläft nie, Werke von 1987–2007, (2. Retrospektive), 18. April bis 28. Mai
- 2013 Trier, Museum am Dom Trier, Gemeinschaftsausstellung, „Das Gewand als Motiv zeitgenössischer Kunst“ 500 +1, 28. Juni bis 13. Oktober
- 2013 Koblenz, Galerie Krüger, Jiři Keuthen – GET AN ANGEL – EIN ENGEL FÜR DICH, 12. Juli bis 30. August 2013
- 2014 Trier, Museum am Dom Trier, „Der Mensch braucht Haltung – Positionen von Jiři Keuthen“, 11. April bis 14. September
- 2014 Koblenz, Galerie Krüger, „Der Mensch Mein Bruder Meine Schwester“, 19. September bis 9. November

## Werke (Auswahl)
- 1990: Serie Robot

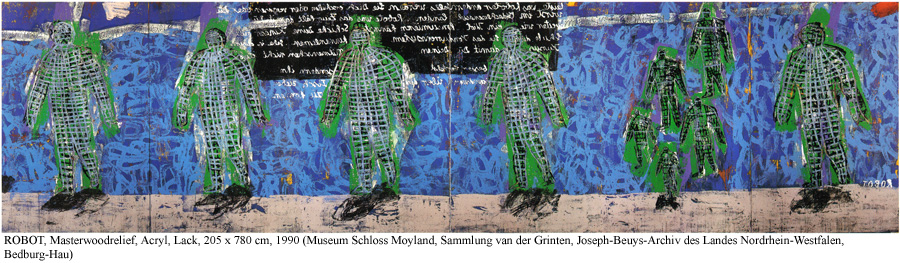

- 1990: Treten Sie der Jacke wie Hose Bewegung bei

## Werke in öffentlichen Sammlungen (Auswahl)
- Museum Schloss Moyland, Bedburg-Hau, 186 Werke
- Museum Kunst Palast, Düsseldorf
- Kunstsammlung der Commerzbank, ehemalige Kunstsammlung der Dresdner Bank, Frankfurt a. M.
- Museum Kurhaus Kleve
- Kunstsammlung der Bundeswehr, Zentrum innere Führung
- Mittelrhein-Museum, Koblenz
- Landesmuseum Mainz
- Museum Ludwig, Köln
- International Art Gallery, Sofia,  Bulgarien
- Museum am Dom Trier